# Úplné bezvětří
Úplné bezvětří (v anglickém originále Dead Calm) je australský hororový film z roku 1989. Režisérem filmu je Phillip Noyce. Hlavní role ve filmu ztvárnili Sam Neill, Nicole Kidman, Billy Zane, Rod Mullinar a Joshua Tilden.

## Obsazení
| Sam Neill       | Rae Ingram         |
| Nicole Kidman   | John Ingram        |
| Billy Zane      | Hughie Warriner    |
| Rod Mullinar    | Russell Bellows    |
| Joshua Tilden   | Danny              |
| George Shevtsov | Doktor             |
| Michael Long    | doktor specialista |
| Lisa Collins    | Orpheus girl       |